# Os der lever
|  | Denne artikel er oprettet af botten Steenthbot ud fra en ekstern database. Den kan derfor have sproglige fejl eller mangler. Denne skabelon kan fjernes efter kontrol af indholdet. |

Os der lever er en dansk dokumentarfilm fra 2023 instrueret af Anne Svejgård Lund.

## Handling
Filmen er et filmisk digt om stolthed, natur og mennesker på den nordjyske vestkyst. Med humor som drivkraft binder en række små fortællinger landsdelen sammen, der både åbner for glædesudbrud og rig lejlighed til at fælde en tåre med de medvirkende, når livet gør allermest ondt. Vi besøger vendelboerne, der med et glimt i øjet tager publikum under armen og med ind i deres drømme, frygt og søgen efter svar på livets små og store spørgsmål.
Filmens fortæller, Niels Hausgaard, gelejder kyndigt gennem den storslåede natur, og åbner døren til de lokale, der hver især har fundet deres egen måde at bekæmpe ubetydeligheden på. Med Aalborg Symfoniorkesters arrangementer som lydbillede og det flytbare Rubjerg Knude Fyr som pejlemærke, får vi lov til at sidde med ved kniplebrættet, på hesteryggen og til bal.
’Os der lever’ viser ånden i et sted med kærlighed og nærvær. Brudstykker af hverdagssamtaler bliver dele af den samme sirligt bundne buket af filmiske virkemidler, hvor indre kampe afspejles i et barsk ydre, og skaber et portræt af et sted, hvor parcelhuskvarterer ligger side om side med storslåede vidder og minkfarme, hvor tomheden larmer.
Filmen er til stede i nuet, hvor alt og intet er overladt til tilfældighederne. Et sted, hvor man selv må gribe til handling, hvis monumenterne skal bestå, uanset om man har kørekort til knallert, traktor eller limousine.